# زخم قرنیه
زخم قرنیه یا زخم قرنیهی التهابی یک وضعیت التهابی یا شدید تر است که در موارد عفونی لایهٔ اپیتلیوم قرنیه و در پاره ای موارد استروما را درگیر می‌کند. زخم قرنیه یک بیماری شایع در انسان است و به ویژه در مناطق استوایی و در بین کشاورزان شیوع بیشتری دارد. در کشورهای در حال توسعه کودکان مبتلا به کمبود ویتامین A در معرض خطر ابتلا به زخم قرنیه قرار دارند و ممکن است در هر دو چشم به صورت مادام العمر نابینا شوند. در چشم‌پزشکی، زخم قرنیه بیشتر به دلیل عفونت ایجاد می‌شود در حالی که خراش قرنیه به علت یک عامل فیزیکی ایجاد می‌شود.

## علائم و نشانه‌ها
دردناک بودن زخم قرنیه به علت تحریک اعصاب قرنیه می‌باشد که باعث اشک ریزش، انحراف و در نهایت از بین رفتن بینایی شود. همچنین ممکن است نشانه‌های uveitis قدامی مانند انقباض مردمک چشم (pupil), وجود پروتئین‌های التهابی در زلالیه و قرمزی چشم نیز وجود داشته باشد. یک رفلکس اکسونی ممکن است مسئول ایجاد حالت uveitis — تحریک گیرنده‌های درد در قرنیه و در نتیجه انتشار واسطه‌های التهابی مانند پروستاگلاندین‌هابا هیستامینو استیل کولین شود.
حساسیت به نور (نور گریزی) نیز یک علامت شایع در زخم قرنیه می‌باشد.

## انواع

### سطحی و عمیق زخم‌های قرنیه
زخم قرنیه یک وضعیت چشمی شایع در انسان است. آن‌ها می‌توانند ناشی از تروما به خصوص برخورد با ماده گیاهی باشند، همچنین آسیب‌های شیمیایی، لنزهای تماسی و عفونت‌ها نیز موجب آن می‌شوند. سایر شرایط چشمی مانند انتروپیون, distichiasis، دیستروفی قرنیه و خشکی چشم نیز می‌توانند باعث ایجاد زخم قرنیه شوند.
بسیاری از میکرو ارگانیسم‌ها دلیل زخم عفونی قرنیه می‌باشند. از جمله آن‌ها می‌توان به: باکتری، قارچ، ویروس‌ها، تک یاخته و کلامیدیاها اشار نمود.
- زخم باکتریایی قرنیه ناشی از استافیلوکوکوس اورئوس، استرپتوکوکوس viridans, اشریشیا کلی،انتروکوکها، سودوموناس، نوکاردیا، N. گانوریا و بسیاری دیگر از باکتری‌ها است.
- کراتیت قارچی باعث زخمی عمیق و شدید در قرنیه می‌شود. کراتیت قارچی ناشی از قارچ Aspergillus sp. , Fusarium sp. , Candida s همچنین Rhizopus,Mucorو سایر قارچ‌ها می‌باشد. ویژگی کراتیت‌های قارچی قرنیه به این صورت است که آهسته شروع می‌شوند و پیشرفت تدریجی دارند که در آن نشانه‌ها بسیار بیشتر از علائم هستند. وجود جراحت‌های اقماری در اطراف زخم‌ها از ویژگی‌های مشترک زخم‌های قارچی است و معمولاً همراه با hypopyon است.
- کراتیت ویروسی قرنیه باعث زخم قرنیه می‌شود. این وضعیت اغلب توسط هرپس سیمپلکس، هرپس زوستر و ادنو ویروس‌ها ایجاد می‌شود. همچنین می‌تواند به دلیل coronaviruses و بسیاری از ویروس‌های دیگر ایجاد شود. ویروس هرپس زخم دندرتیک ایجاد می‌کند که می‌تواند در طول عمر یک فرد به صورت راجعه عود کند.
- عفونت تک یاخته ای مانند کراتیت آکانتامیبی با درد شدید همراه است و بیشتر در مصرف‌کنندگان لنز و کسانی که با آب استخر در تماس هستند رخ می‌دهد.
- کلامیدیا تراکوماتیس نیز می‌تواند باعث ایجاد زخم قرنیه شود.

سطحی زخم شامل از دست دادن بخشی از اپیتلیوم. زخم عمیق به گسترش یا از طریق استروما و می‌تواند منجر به زخم‌های شدید و سوراخ شدن قرنیه است. Descemetoceles رخ می‌دهد که زخم گسترش از طریق استروما. این نوع از زخم است به خصوص خطرناک است و می‌تواند به سرعت منجر به سوراخ شدن قرنیه اگر درمان نشود در زمان.
محل زخم تا حدودی به علت آن بستگی دارد. زخم مرکزی به‌طور معمول ناشی از تروما، خشکی چشم یا قرار گرفتن در معرض از فلج عصب صورتی (زوج۷)یا exophthalmos می‌باشد.
Entropion، خشکی چشم شدید و trichiasis ممکن است باعث زخم محیطی قرنیه شوند. بیماری‌های چشم وابسته به پاسخ ایمنی می‌تواند باعث زخم در مرز قرنیه و صلبیه شود. این حالت شامل آرتریت روماتوئید، بیماری روزاسه، سیستمیک اسکلروزیس است، که منجر به یک نوع خاص از زخم قرنیه به نام Mooren می‌شود. این زخم‌ها معمولاً در ناحیهٔ لیمبوس قرنیه وبا لبه‌های برآمده ایجاد می‌شوند.

## زخم‌های قرنیه مقاوم به درمان
زخم‌های قرنیه مقاوم به درمان زخم‌های سطحی هستند که به صورت ضعیفی التیام می‌یابند و تمایل به عود دارند. آن‌ها همچنین به عنوان زخم تنبل یا زخم باکسر شناخته می‌شوند. تصور بر این است که این زخم‌ها ناشی از یک نقص در زیر غشاء و عدم تماس hemidesmosomal ایجاد می‌شوند. در اطراف زخم اپیتلیوم تضعیف ی شود و به راحتی لایه لایه شده و کنده می‌شود. زخم‌های مقاوم به درمان معمولاً در بیماران دیابتی دیده می‌شوند و اغلب در چشم دیگر آن‌ها نیز بعداً رخ می‌دهد. این زخم‌ها شبیه به کوگان کیستیک دیستروفی هستند.

### melting ulcers
زخم melting یک نوع از زخم قرنیه است که شامل از دست دادن تدریجی استروما به صورت انحلالی است. این وضعیت اغلب در عفونت‌های سودوموناس اتفاق می‌افتد اما می‌توان آن را ناشی از انواع دیگر باکتری‌ها یا قارچ‌ها دانست. این عوامل عفونی proteases و collagenases تولید می‌کنند که موجب شکستن استرومای قرنیه می‌شود. طی ۲۴ ساعت می‌تواند باعث از بین رفتن استروما شود. درمان آن شامل آنتی‌بیوتیک‌ها و بازدارنده‌های کلاژناز مانند سیستئیناست. عمل جراحی به صورت پیوند قرنیه (penetrating keratoplasty) می‌باشد که معمولاً برای حفظ چشم ضروری است.

## التیام قرنیه
زخم قرنیه با دو روش بهبود می‌یابد: مهاجرت سلول‌های اپی تلیال از نواحی محیطی به دنبال میتوز (تقسیم) سلول‌ها و ایجاد رگ‌های خونی ملتحمه در محل زخم. سطحی کوچکی از زخم به سرعت توسط روش اول التیام می‌یابد. اما قسمت بزرگتر یا عمیق‌تر زخم اغلب نیاز به حضور خون برای تأمین سلول‌های التهابی دارد. سلول‌های سفید خون و سلولهای فیبروبلاست بافت گرانوله تولید می‌کنند و پس از آن بافت اسکار به‌طور مؤثر موجب التیام قرنیه می‌شود.

## تشخیص
تشخیص زخم قرنیه توسط بزرگنمایی به کمک اسلیت لمپ می‌باشد. استفاده از fluorescein باعث می‌شود در نواحی که اپینلیوم صدمه دیده و زخم به استروما رسیده‌است، رنگ بگیرد، این رنگ پذیری اطلاعاتی از حاشیهٔ زخم و جزئیات بیشتری از آن را به ما می‌دهد. زخم هرپس سیمپلکس الگوهای دندریتیک را در رنگ آمیزی ایجاد می‌کند. روش رنگ آمیزی رز بنگال نیز ممکن است برای اهداف supra-vital staining استفاده شود اما ممکن است باعث تحریک چشم‌ها شود. در descemetoceles غشای دسمه به سمت قدام برآمده شود و بعد از رنگ پذیری به صورت دایره‌های تیره همراه با حاشیه‌های سبز ظاهر شود زیرا آن‌ها رنگ پذیر نیستند. خراش دادن قرنیه و بررسی آن در زیر میکروسکوپ با روش رنگ آمیزی گرم و آماده‌سازی KOHممکن است باکتری‌ها و قارچ‌ها را نشان دهد. یزای بعضی بیماران ممکن است کشت میکروبیولوژیکی لازم باشد تا بتوان ارگانیسم‌های مسبب زخم را ایزوله نمود. تست‌های دیگر شامل Schirmer آزمون برای keratoconjunctivitis sicca و آنالیز عملکرد عصب زوج ۷ یا فاسیال نیز ممکن است ضرورت یابد.

## درمان
تشخیص صحیح، برای درمان مطلوب لازم است. زخم قرنیه باکتریایی نیاز ضروری به درمان با آنتی‌بیوتیک‌ها را برای درمان عفونت دارد. زخم قرنیه قارچی نیاز به درمان فشرده توسط داروهای ضد قارچی موضعی دارد. زخم قرنیه ویروسی ناشی از ویروس تبخال ممکن است به داروهای ضدویروس مانند پماد موضعی acyclovir که باید حداقل پنج بار در روز مصرف شود، پاسخ دهد. در کنار درمان حمایتی داروهایی مانند داروهای ضد درد داده می‌شود، از جمله سیکلوپلژیک‌های موضعی مانند آتروپین یا هماتروپین که به گشاد شدن مردمک چشم و در نتیجه جلوگیری از اسپاسم عضله مژگانی منجر می‌شود. زخم سطحی ممکن است در کمتر از یک هفته درمان شود. زخم عمیق و descemetoceles ممکن است نیاز به conjunctival grafts یا conjunctival flap، لنزهای تماسی نرم یا پیوند قرنیه داشته باشد. تغذیه مناسب از جمله مصرف پروتئین و ویتامین C معمولاً توصیه می‌شود. در موارد Keratomalacia که در آن زخم قرنیه به دلیل به کمبود ویتامین ایجاد می‌شود، مکمل‌های ویتامین A خوراکی یا عضلانی داده می‌شود. مواد مخدر، کورتیکواستروئید  و بی‌حس کننده -ها معمولاً در این موارد منع مصرف دارند و نباید استفاده شوند؛ زیرا آن‌ها از درمان جلوگیری می‌کنند و ممکن است منجر به عفونت ثانویه با قارچ‌ها و باکتری‌ها شوند که اغلب وضعیتی بدتر خواهند داشت.

### زخم مقاوم به درمان
آنتی‌بیوتیک‌های موضعی در ساعاتی معین برای درمان عفونی زخم مورد استفاده قرار می‌گیرد. Cycloplegicها تطابق را ریلکس می‌کنند و چشم در وضعیت استراحت قرار می‌گیرد. داروهای ضد درد نیز به عنوان مسکن داده می‌شود. اپیتلیوم سست و پایه زخم را می‌توان خراشید و برای کشت میکروبی و مطالعات برای یافتن ارگانیسم بیماری‌زا ارسال نمود. این در انتخاب آنتی‌بیوتیک مناسب کمک‌کننده است. بهبودی کامل در هر نقطه از قرنیه حدود چند هفته تا چند ماه به طول می‌انجامد.
زخم قرنیه مقاوم به درمان، ممکن است زمان طولانی را برای التیام سپری کند، حتی چندین ماه. در موارد پیشرونده یا زخم‌هایی که بهبود نمی‌یابند، مداخله جراحی توسط یک چشم‌پزشک با پیوند قرنیه ممکن است برای حفظ چشم انجام شود. در همه انواع زخم‌های قرنیه مهم است که عوامل مستعد کنندهٔ زخم مانند دیابت و تقص سیستم ایمنی شناسایی شوند.